# 阿虎
《阿虎》是一部2000年天幕公司出品的的香港運動片，由李仁港执导，劉德華和日本女星常盘贵子主演。作为刘德华出演的第100部电影，全片在泰国拍摄完成。它以一个拳手多方面的深厚情感和对于尊严名誉价值的执着追求为主要表现内容，让刘德华获得了第六届香港电影金紫荆奖最佳男主角奖。

## 剧情介绍
阿虎是名香港自由搏击拳手，为了挣钱，他抱着“打假拳”的态度参加了在泰国举办的“亚太之王拳王大赛”。此间他邂逅了前来拍摄纪录片的泰国年轻女摄影师Pim，很快两人发展成为恋人关系。阿虎为了Pim产生了不想继续打假拳的想法，因而中途弃权退出了与泰国选手察猜的比赛，不料退出后却受不了察猜对他的挑衅，一怒下失手将他打死，阿虎因而以误杀罪被判入狱服刑13年。
出狱后他在寻找Pim时才获知，Pim在5年前在金三角拍摄纪录片时被武装分子杀害，不过为他留下了一个女儿Ploy，她近年来在一家位于芭堤雅的孤儿院生活。他怀着极度内疚的心情找到Ploy，亦认识了Ploy所在孤儿院的年轻院长澪。阿虎与女儿之间的伤痕在他的父爱体现的努力下渐渐愈合，而与澪之间也产生了浓厚的情愫。
阿虎为了弥补Pim当年对她的期望，澪目前对她的爱，以及向女儿等人证明自己是个真正的拳手，在莽的协助训练和澪等人的关心支持下，他选择勇敢地重回拳坛，向目前的拳王塔旺展开挑战……

## 角色
| 演員                     | 角色          | 備註                                                     |
| 劉德華                   | 孟虎          | 阿虎，拳擊手。                                           |
| 常盤貴子                 | Mioko         | 孤儿院院长，来自于日本，她只是帶髮修行，并非真正的修女。 |
| 恩蒂拉.谢朗佩娜          | Pim Nathasiri | 女摄影师，泰国华人                                       |
| Apichaya Thanatthanapong | Ploy          | 孟虎与Pim的女儿                                          |

## 歌曲
| 曲別   | 歌名           | 作曲   | 作詞   | 演唱者 |
| 主題曲 | 《当我遇上你》 | 陈德建 | 刘德华 | 刘德华 |
| 插曲   | 《微笑》       | 黎允文 | 刘德华 | 刘德华 |

皆收录于刘德华2000年12月发行的粤语专辑《心蓝》。

## 票房
香港收获2200万港币，位列香港年度华语片第三位。

## 奖项
| 頒獎典禮                  | 獎項       | 名字   | 結果 |
| ------------------------- | ---------- | ------ | ---- |
| 第20届香港電影金像獎      | 最佳男主角 | 劉德華 | 提名 |
| 第20届香港電影金像獎      | 最佳摄影   | 姜國民 | 提名 |
| 第20届香港電影金像獎      | 最佳剪辑   | 鐘煒劍 | 提名 |
| 第7届香港電影評論學會大獎 | 最佳男演員 | 劉德華 | 提名 |
| 第6届香港電影金紫荆奖     | 最佳男主角 | 劉德華 | 獲獎 |